# Encyrtus infelix
Encyrtus infelix é uma espécie de insetos himenópteros, mais especificamente de vespas parasíticas pertencente à família Encyrtidae.
A autoridade científica da espécie é Embleton, tendo sido descrita no ano de 1902.
Trata-se de uma espécie presente no território português.